# قانون بلانك
قانون بلانك في إشعاع الجسم الأسود
إن الجسم الأسود يمتص الطاقة الإشعاعية كاملة، كما يمكن أن يطلقها أو يشعها كاملة (أي بجميع أطوال الموجات الكهرومغناطيسية الحرارية). ولا يمكن أن يمتص الطاقة أو يطلقها إلا في هيئة أجزاء صغيرة جداً من الطاقة لا يمكن تقسيمها تـُسمى الكمات. وتقاس طاقة الإشعاع كحاصل ضرب تردد الموجة الكهرومغناطيسية في ثابت بلانك h.
الطاقة = التردد. h
حيث:
التردد بوحدة 1/ثانية
ثابت بلانك h =
{\displaystyle h=6.626\ 0693(11)\times 10^{-34}\ {\mbox{J}}\cdot {\mbox{s}}}
فتنتج الطاقة بوحدة الجول.
وثابت بلانك h هو أصغر وحدة للشغل ووحدته جول.ثانية ولا يوجد اصغر منه. وهذا الثابت علاوة على ذلك واحد من أهم الثوابت الطبيعية على الإطلاق إلى جانب سرعة الضوء وكتلة الإلكترون وكتلة البروتون وشحنة الإلكترون.

## قانون بلانك

طيف الجسم الأسود (كثافة طاقة الطيف داخل فجوة الجسم لأسود). الوحدات كيلو جول/ نانو متر.

توصل العالم الألماني ماكس بلانك عام 1900 م من خلال دراسته لإشعاع الجسم الأسود إلى العلاقة الآتية بين الطاقة المنبعثة من الجسم الأسود (باعتباره معيارا للإشعاع) ودرجة حرارته إلى العلاقة:
{\displaystyle I(\nu ,T)d\nu ={\frac {2h\nu ^{3}}{c^{2}}}{\frac {1}{e^{\frac {h\nu }{kT}}-1}}\,d\nu }
حيث:
- {\displaystyle I(\nu ,T)d\nu \,} الطاقة الصادرة من 1 سم مربع من سطح الجسم الأسود في الثانية في وحدة الزاوية الصلبة بين التردد v و v+dv عند درجة حرارة T :
- {\displaystyle h\,} ثابت بلانك;
- {\displaystyle c\,} سرعة الضوء
- {\displaystyle k\,} ثابت بولتزمان.

نلاحظ أن كل فقرة تردد بين v و v+dv لها قيمة لمقدار الطاقة الصادرة وتمثل نقطة على  منحني بلانك، والذي يتسم بقمة في وسطه تقريبا (قارن بمنحني بلانك أعلاه).

## ثابت بلانك

الإشعاع الحراري للكون (إشعاع الخلفية الميكروني الكوني) عند 2.7 كلفن وهو يطابق تماما التوزيع الكهرومغناطيسي لبلانك.

العلاقة بين طول الموجة لشعاع كهرومغناطيسي والتردد هي:
{\displaystyle \lambda ={c \over \nu }.}
ويصاغ هذا القانون أحيانا في صيغة «كثافة طاقة الطيف»
{\displaystyle u(\nu ,T)={4\pi  \over c}I(\nu ,T)={\frac {8\pi h\nu ^{3}}{c^{3}}}~{\frac {1}{e^{\frac {h\nu }{kT}}-1}},}
ولها وحدة طاقة لكل متر مكعب /تردد (أي جول/متر مكعب/ هرتز). وعند إجراء التكامل لهذه المعادلة فإننا نحصل على كثافة الطاقة الكلية.
ويمكن تصور الإشعاع الصادر من جسم أسود أنه غاز فوتونات حيث تشكل كثافة الطاقة هذه إحدى الإحداثيات الحرارية لهذا الغاز.
كما يمكن صياغة كثافة طاقة الطيف الصادر من الجسم الأسود في صيغة دالة لطول الموجة للأشعة الحرارية الصادرة:
{\displaystyle u(\lambda ,T)={8\pi hc \over \lambda ^{5}}{1 \over e^{\frac {hc}{\lambda kT}}-1},}
قام ماكس بلانك عام 1900 بصياغة تلك العلاقة الأصلية (ونشرها في المجلات العلمية في 1901))
في محاولة لتعديل «تقريب فين» التي نشرها فلهلم فيين عام 1896 حيث كانت معادلة فين تتطابق مع النتائج العملية في نطاق طول الموجة القصيرة (ترددات عالية) ولكنها لا تنطبق مع القياسات في نطاق طول الموجة الطويلة (ترددات منخفض).
ومن ناحية أخرى فإن قانون رايلي-جينس الذي نشر عام 1900)
كان ينطبق جيدا مع القياسات في نطاق طول الموجة الطويلة (ترددات منخفضة). ووجد بلانك أن دالة المذكورة أعلاه تنطبق جيدا مع القياسات على جميع أطوال الموجات.
وعندما قام بصياغة قانونه كان يعتبر توزيع الطاقة الكهرومغناطيسية على جميع مستويات الهزاز المشحون في المادة (اهزاز الذرات في المادة). ولم يتوصل إلى قانونه إلا باعتبار أن تلك الاهتزازات تنحصر على عدد محدود من وحدة طاقة E ومضاعفاتها. واعتبار الطاقة الشعاع متناسبة مع تردد اهتزازاته ν:
{\displaystyle E=h\nu .\,}
ومضاعفاتها بالتالي:
{\displaystyle E=n.h\nu .\,}
حيث... n = 1 , 2 , 3
وقد افترض بلانك هذا الفرض عن كمومية الطاقة قبل افتراض اينشتاين عن وجود الفوتون لتفسير التأثير الكهروضوئي بنحو خمس سنوات.
وفي ذلك الحين كان بلانك يعتقد أن الكمومية تنطبق فقط على الهزازات الصغيرة في المادة (ذرات) التي يتكون منها حائط الفجوة التجريبية، ولم يفكر في أن الضوء نفسه ينتشر في صورة كمات من الطاقة.
كذلك فلم يعطي بلانك تلك الصفات أهمية فيزيائية، واعتقد أنها مجرد تحايل رياضي بغرض التوفيق بين المعادلة النظرية والقياسات العملية المجراة على الجسم الأسود لجميع أطوال الموجات.
وتبين معادلة بلانك أن الجسم الأسود (وهو مثالي في امتصاص وإصدار الأشعة الحرارية) يشع طاقة في جميع الترددات ولكن شدتها تقل عند الترددات العالية حتى تصل إلى الصفر (طول موجات قصيرة).
وعلى سبيل المثال، فإن جسم أسود عند درجة حرارة الغرفة (300 كلفن) ومساحة سطحه 1متر مربع يشع فوتونا واحدا في نطاق الأشعة المرئية كل 40 ثانية.
وأخيرا فاجتماع افتراض بلانك عن كمومية الطاقة وافتراض أينشتاين بوجود فوتونات تحمل الطاقة أصبحتا من أساسيات نظرية الكم وابتكار ميكانيكا الكم.
واصل هذه الأعمال هايزنبرج وشرودنجر اللذان نهضا في صياغة ميكانيكا الكم التي ازدهرت منذ عام 1923.

## اقرأ أيضا
- إشعاع حراري
- جسم أسود
- قانون فين للإزاحة
- مستوى طاقة
- ذرة
- طيف
- قانون رايلي-جينس
- إشعاع الخلفية الميكرويفي الكوني